# Esther Mvondo
Esther Mvondo, född 29 augusti 1975, är en friidrottare från Kamerun. Hon deltog vid olympiska sommarspelen 2000.